# Wust (Brandenburg an der Havel)

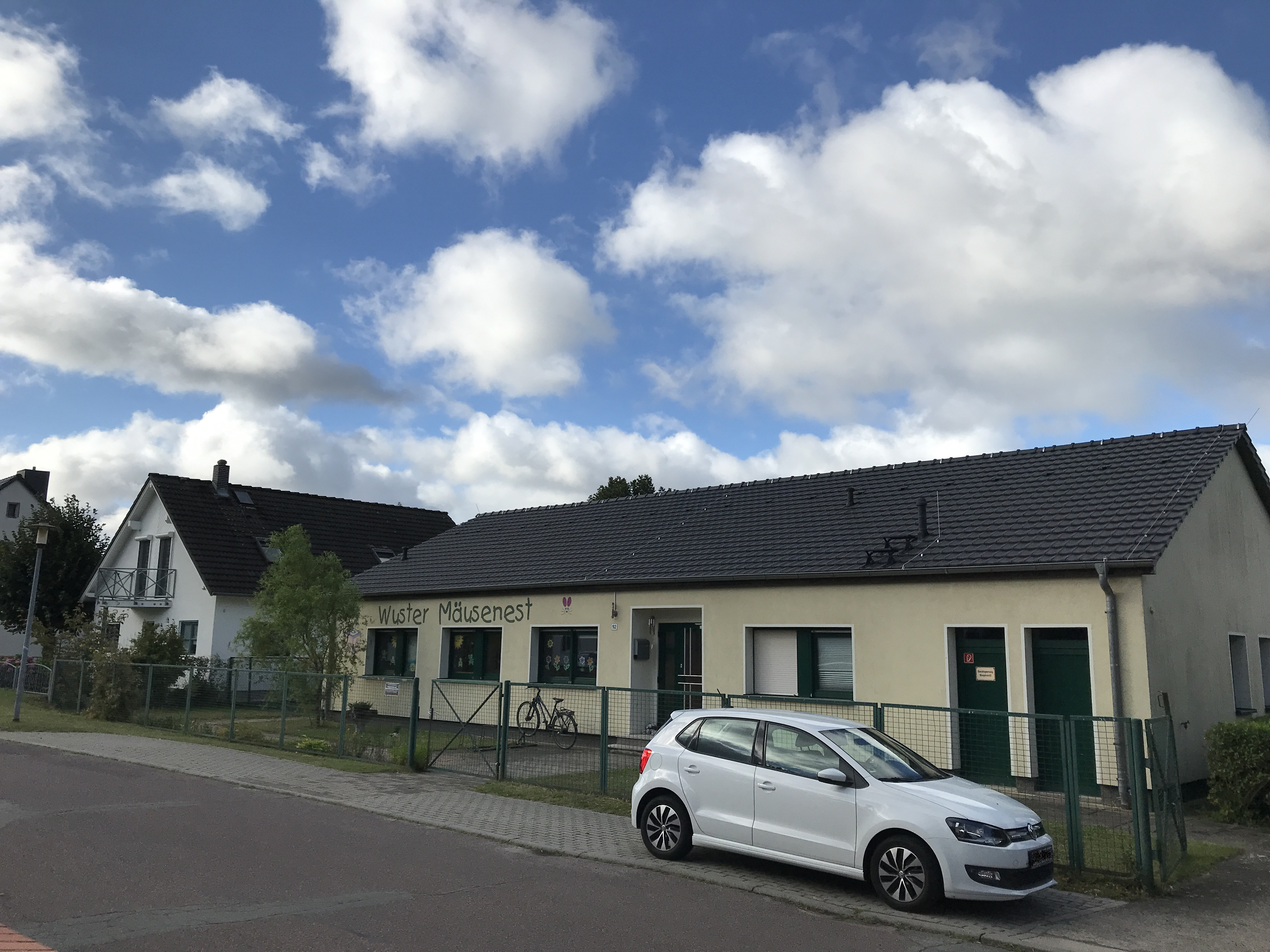
Ortsansicht

Wust ist ein Ortsteil der Stadt Brandenburg an der Havel.

## Geographie
Wust liegt südlich der Havel östlich von Brandenburg auf einer flachen Grundmoränenplatte am Südrand der Havel-Emster-Niederung.

## Geschichte und Etymologie
Aus archäologischen Grabungen ist in der Region eine Besiedelung schon in der früh- und frühgeschichtlichen Zeit bekannt. Bei Ausgrabungen wurden Scherben und Einzelfunde sichergestellt, die in die Jungsteinzeit und Bronzezeit datiert werden konnten. Wust wurde erstmals im Jahr 1324 urkundlich als Wuest erwähnt. Der Name leitet sich auch dem altpolabischen vost für Distel ab und bezeichnet demnach einen Ort, in dem Disteln wuchsen. Seine Bewohner errichteten im 13. Jahrhundert eine Feldsteinkirche. Im Jahr 1586 kam es im Ort zu einem Großbrand; 1710 wurde Wust von der Pest heimgesucht. Im Jahr 1667 wurde erstmals ein Schulmeister erwähnt. Friedrich II. erließ in den Jahren 1752 bis 1756 mehrere Edikte, um den Anbau von Obst-, Weiden- und Maulbeerbäumen zu fördern. Der Ort erlebte einen wirtschaftlichen Aufschwung, der zunehmend auch die Schafzucht umfasste: 1785 gab es 596 Tiere im Ort.
Im Jahr 1801 lebten in Wust 219 Einwohner, darunter acht Ganzbauern, vier Halbbauern, acht Ganzkossäten, zwei Einlieger und neun Schiffer. In den Jahren 1806 bis 1807 war Wust von den Franzosen besetzt; 1810 von Russen. 1871 entstanden die Wuster Tongruben sowie das als „Alte Ziegelei“ bezeichnete Werk von Gottlieb Schobstdorff. Von 1880 bis 1882 errichteten Handwerker eine neue Kirche und bezogen dabei den mittelalterlichen Turmunterbau des Kirchturms ein. Zu Beginn des 20. Jahrhunderts rentierte sich der Tonabbau nicht mehr. Die Ziegelei wurde zu Gunsten eines größeren Werks in Zehdenick aufgegeben. 1904 entstanden ein Schul- sowie ein Küsterhaus. In den folgenden Jahrzehnten wurde die Ziegelproduktion aufgegeben. 1919 wurden die letzten Ringofenschornsteine niedergelegt und 1928 eine Badestelle am Erdloch eingerichtet.
Zum Ende des Zweiten Weltkrieges wurde Wust im Jahr 1945 kampflos an die Rote Armee übergeben. In der DDR lag der Ort im Kreis Brandenburg-Land. 1953 gründete sich die erste LPG, die 1960 weitere Stallungen errichtete. 1972 gründete sich die KAP Wust-Gollwitz; zwei Jahre später die LPG Tierproduktion Wust-Gollwitz.
Nach der Wende wurden Kirchturm und Leichenhalle im Jahr 1990 unter Denkmalschutz gestellt. 1992 entstand auf der Gemarkung das Einkaufszentrum Wust.
Am 26. Oktober 2003 wurde Wust gegen den Willen der Einwohner per Gesetz in die Stadt Brandenburg an der Havel eingemeindet.

## Kultur und Sehenswürdigkeiten

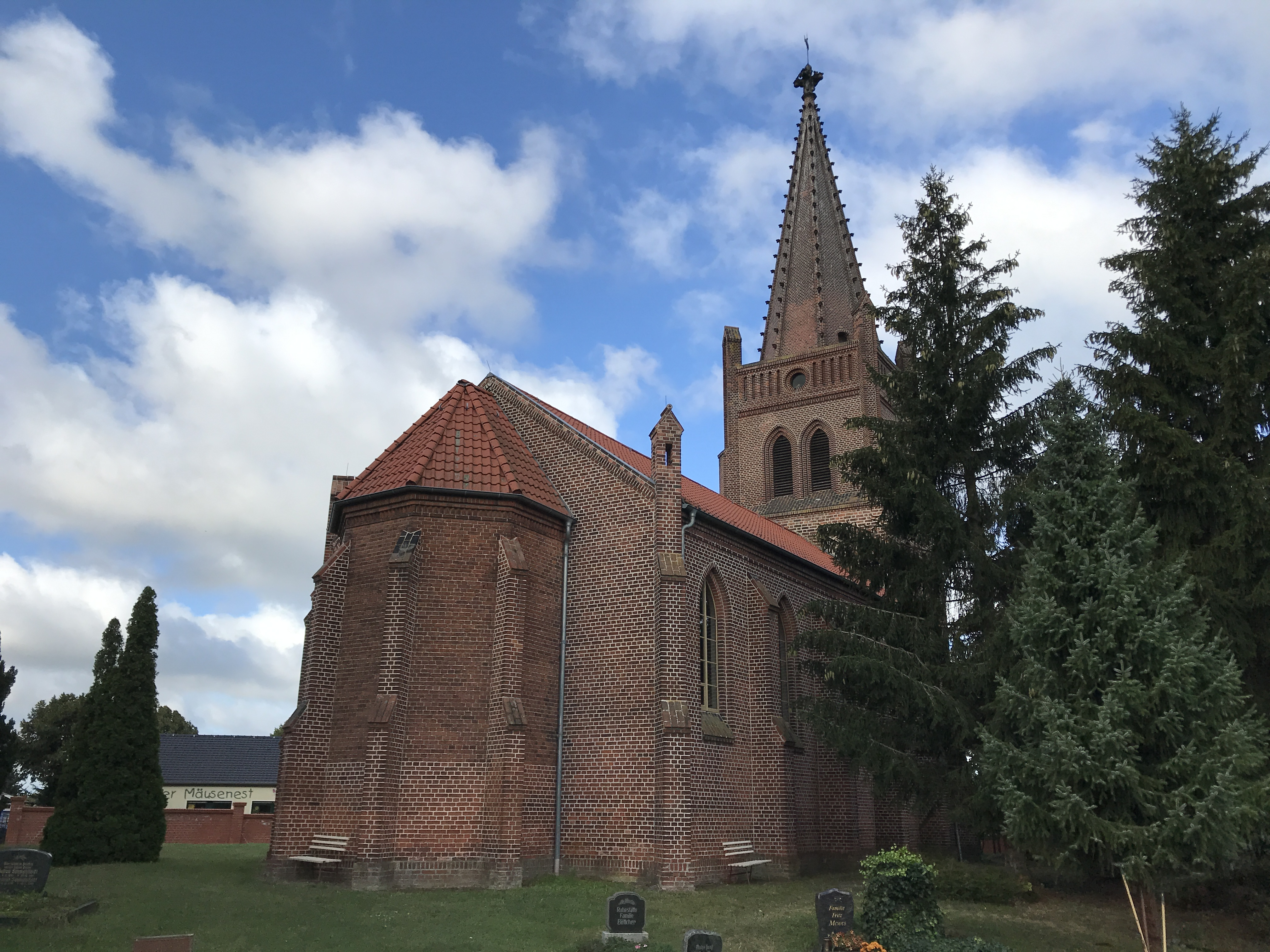
Dorfkirche Wust

- Die Dorfkirche Wust ist eine neogotische Backsteinkirche aus den Jahren 1880 bis 1882, der auf einem Vorgängerbau aus dem 15. Jahrhundert errichtet wurde. Im Turm hängt eine Bronzeglocke aus dem Jahr 1480.

## Wirtschaft und Infrastruktur
Wust ist heute hauptsächlich durch das 1992 eröffnete Einkaufszentrum Wust bekannt.
Die Bundesstraße 1 führt an Wust vorbei, ebenso die Bahnstrecke Berlin–Magdeburg, die dort jedoch keinen Halt hat.

## Trivia
Der Ort ist Schauplatz der 1980 gedrehten DEFA-Literaturverfilmung Grenadier Wordelmann.